# Neusticomys monticolus
Neusticomys monticolus е вид бозайник от семейство Хомякови (Cricetidae).

## Разпространение
Видът е разпространен в Еквадор и Колумбия.